# کامبوج بایون ایرلاینز
کامبوج بایون ایرلاینز (به انگلیسی: Cambodia Bayon Airlines) یک شرکت هواپیمایی با کد یاتا BD است که در تاریخ ۱ اوت ۲۰۱۴ میلادی تأسیس شده و در تاریخ ۱ دسامبر ۲۰۱۴ فعالیتش را آغاز کرده‌است. دفتر مرکزی کامبوج بایون ایرلاینز در پنوم‌پن، کامبوج واقع شده‌است و قطب این شرکت هواپیمایی در فرودگاه بین‌المللی پنوم‌پن قرار دارد و به ۴ مقصد، پرواز مستقیم انجام می‌دهد.